# Álvaro Gestido
Álvaro Antonio Gestido Pose (Montevideo, 17 mei 1907 - Santa Clara del Olimar, 18 januari 1957) was een Uruguayaanse professionele voetballer.
Hij speelde als middenvelder zijn gehele carrière voor het Uruguayaanse Club Atlético Peñarol in de Primera División. Daarnaast was ook international voor het Uruguayaanse nationale team, waarmee hij een gouden medaille won op de Olympische Spelen van 1928 en de wereldbeker won op het WK 1930 in eigen land.
Zijn broer Óscar Diego Gestido was president van Uruguay van maart 1967 tot aan zijn dood in december 1967.

## Clubcarrière
Gestido, die door de fans "El Teniente" (de luitenant) werd genoemd, ging vanaf 1923 naar de militaire school Escuela Militar en behaalde daar de rang van kolonel.
Hij was reeds als 15-jarige jongen in 1922 begonnen met voetbal bij een lokale vereniging in de wijk (of Cuarta) Peñarol. Na zijn militaire school sloot hij zich in 1926 aan bij Club Atlético Peñarol, waar hij gedurende zijn hele carrière voor zou spelen. Met de club won hij 7 keer het Uruguayaanse landskampioenschap (in 1928, 1929, 1932, 1935, 1936, 1937 en 1938). Daarnaast won hij ook eenmaal de Copa Aldao (wedstrijd tussen de kampioenen van Uruguay en Argentinië) in 1928 en de Torneo Competencia (nationale beker van Uruguay) in 1936.
In totaal speelde Gestido 445 wedstrijden voor de club, en op 28 september 1941 kondigde hij zijn voetbalpensioen aan tijdens een wedstrijd ter gelegenheid van het 50-jarig jubileum van Peñarol tegen de Argentijnse club River Plate. In 1944 maakte hij nog kort een terugkeer en viel hij tweemaal in tijdens twee competitiewedstrijden. Later dat jaar, op 22 september 1944, werd hij door de club benoemd tot erelid.

## Interlandcarrière
Tussen 14 juli 1927 en 15 augustus 1940 speelde Gestido 26 interlands voor het nationale team van Uruguay. Hij slaagde er in die wedstrijden niet in om een doelpunt te maken.
Op het voetbaltoernooi van de Olympische Zomerspelen van 1928 won hij met zijn team de gouden medaille en werd hij door velen beschouwd als de beste speler van de Celeste. Het jaar daarop nam hij met zijn land in Buenos Aires deel aan het Campeonato Sudamericano (de huidige Copa América) van 1929, waar het team derde werd. Een jaar later werd in zijn eigen land het allereerste wereldkampioenschap voetbal georganiseerd. Gestido was een basisspeler in alle wedstrijden inclusief de gewonnen finale tegen Argentinië, waarmee Uruguay zijn eerste van twee wereldtitels behaalde. Samen met José Andrade en Lorenzo Fernández vormde hij de zogenaamde "costilla metálica" (ijzeren gordijn) als schakel tussen de verdediging en aanval.

## Overlijden
Gestido stierf in 1957 op 49-jarige leeftijd in Santa Clara del Olimar, een kleine stad in het oosten van Uruguay, aan de gevolgen een hartaanval.

## Erelijst
- CA Peñarol:
  - Primera División: 1928, 1929, 1932, 1935, 1936, 1937, 1938
  - Torneo Competencia: 1936
  - Copa Aldao: 1928
- Uruguayaans elftal:
  -  Goud Olympisch voetbaltoernooi 1928
  -  WK 1930
  -  Campeonato Sudamericano 1929